# Hercules and the Princess of Troy
Hercule și Prințesa din Troia (titlu original:  Hercules and the Princess of Troy, denumit și ca Hercules vs the Sea Monster) este un film americano-italian  din 1965 regizat de Albert Band despre eroul grec Hercule.  Rolurile principale au fost interpretate de actorii Gordon Scott, Diana Hyland, Gordon Mitchell și  Roger Browne. Scenariul este scris de Larry Forrester și Ugo Liberatore.

## Prezentare
Filmul se deschide cu afirmația că oamenii din Troia trebuie să sacrifice o dată pe lună o fecioară pentru ca un monstru să nu i distrugă orașul. Din acest motiv, unele familii fug din Troia dar ajung în mâinile piraților. Hercule (Gordon Scott), aflat la bordul "Olympiei", se întoarce pe una dintre aceste nave și eliberează troienii de la bord. Mergând în  Troia, lui Hercule i se dau doi cai care nu pot fi răniți de săgeți. Apoi,  află de la Ortag (Roger Browne) care este slăbiciunea monstruului: armura sa nu-i acoperă burta.
Scurt timp după aceea, un boxer încearcă să-l otrăvească pe Hercule, dar cade în propria sa capcană otrăvindu-se cu mănușile sale de box și moare. Apoi, Hercule și Ulise  (Mart Hulswit) sunt atacați de ceea ce par a fi hoți, iar Diogene (Paul Stevens) prezintă teoria că Petra (Steve Garrett) l-a ucis pe fratele său și intenționează să o omoare pe prințesa Diana (Diana Hyland). După ce această teorie este dezvăluită prințesei Diana, ea este aleasă pentru ceremonie, iar marele preot este ucis. După ce l-a provocat pe Petra, Hercule este capturat și ținut într-o gaură metalică, în care soldații toarnă ulei pentru a-l împiedica pe Hercule să urce. Ortag îl salvează pe Hercules și moare luptând cu monstrul pe care Hercule îl ucide în cele din urmă. Prințesa Diana devine conducătorul Troiei, iar Hercule își  continuă aventurile sale.

## Distribuție
- Gordon Scott -  Hercule
- Paul Stevens -  Diogene
- Mart Hulswit -  Ulise
- Diana Hyland – Prințesa Diana
- Steve Garrett - Petra
- Gordon Mitchell - Pirate Captain
- George Ardisson - Leander (ca  Giorgio Ardisson)
- Roger Browne - Ortag
- Jacques Stany - Argus (ca Jacques Stanislawski)
- Mario Novelli - Botus
- Dan Christian - Boatswain
- Everett Sloane - Narator (voce)

## Producție
A fost realizat ca un episod  pilot pentru un serial de televiziune care niciodată nu a mai fost produs.  Muzica este scrisă de Fred Steiner.  

## Lansare și primire
Deși este foarte scurt  (47 minute) a fost lansat în SUA la televiziune ca un film artistic. 